# Kustpaddspindel
Kustpaddspindel (Ozyptila westringi) är en spindelart som först beskrevs av Tord Tamerlan Teodor Thorell 1873.  Kustpaddspindel ingår i släktet Ozyptila och familjen krabbspindlar. Enligt den finländska rödlistan är arten nära hotad i Finland. Arten är reproducerande i Sverige. Inga underarter finns listade i Catalogue of Life.